# ラルフ・インス
ラルフ・インス（Ralph Ince、1887年1月16日 - 1937年4月10日）は、アメリカ合衆国の俳優。

## 出演作品
- 死の拳銃狩
- 裁かれる魂
- 地方検事
- 聖ジョンソン
- 暗黒の復讐
- 都会の世紀末
- 犯罪王リコ
- 怪船幽霊号